# Georg Witzmann
Georg Witzmann (* 19. Juli 1871 in Gräfenhain; † 29. September 1958 in Coburg) war ein deutscher Lehrer und Politiker (DVP).

## Leben
Witzmann war evangelisch-lutherischer Konfession. Er studierte Theologie, Philosophie, Germanistik und Geschichte und wurde 1901 in Jena zum Dr. phil. promoviert. 1897 trat er als Vikar in den Dienst der Sachsen-Coburgischen Landeskirche und 1899 wurde er Lehrer am Ernst-Albert-Seminar für  Lehrerausbildung in Gotha.  Von 1906 bis 1925 war er Direktor des Herzog-Ernst-Seminars (ab 1921 Deutsche Aufbauschule). Von 1926 bis 1933 war er Oberstudiendirektor der Deutschen Aufbauschule.
Nach der Machtergreifung der Nationalsozialisten beantragte er die Versetzung in den Ruhestand, um einer angeordneten Versetzung zuvorzukommen. Er zog dann nach Coburg. Von 1946 bis 1949 war er Beauftragter der Bayerischen Staatsregierung zum Neuaufbau der Lehrerbildung in Coburg.

## Politik
1918 war er Mitbegründer der DVP in Thüringen. Für seine Partei wurde er 1919 in der Landesversammlung des Freistaates Gotha gewählt. Dort war er von 1920 bis 1921 Vizepräsident. Er gehörte dem Volksrat von Thüringen als stellvertretendes Mitglied an. Für den Wahlkreis Sachsen-Gotha wurde er 1920 in den Thüringer Landtag gewählt, dem er bis 1933 angehörte. Von 1928 bis 1932 war er Vorsitzender der DVP-Landtagsfraktion.
1931 war er einer der Hauptakteure für das erfolgreiche Misstrauensvotum gegen die Baum-Frick-Regierung, der ersten Regierung mit NSDAP-Beteiligung in Deutschland. Damit zog er sich den Unmut der künftigen Machthaber zu, was nach der Machtergreifung zu seiner Entlassung führen sollte.